# Constantin Schroeder
Constantin Schroeder (* 1980 in Hamburg, als Constantin Freiherr von Schröder) ist ein deutscher Maler.

## Leben
Constantin Schroeder studierte von 2001 bis 2007 Evangelische Theologie und Philosophie an der Humboldt-Universität zu Berlin sowie Neuere Deutsche Philologie und Kunstgeschichte an der Technischen Universität Berlin mit dem Abschluss Magister artium. Constantin Schroeder lebt und arbeitet in Berlin und Hamburg.

## Werk
In seinen meist großformatigen und überwiegend in fotorealistischer Weise gefertigten Ölgemälden stellt Schroeder unwirkliche Bildwelten dar. Er malt idealisierte Figuren, Geister und Heroen, bearbeitet zwischenmenschliche Rätsel und transportiert mittels Ikonografie Fragen nach der eigenen Existenz und der Freiheit des Ichs. Er zeigt Gewalt und den Verlust von Individualität und will dabei zugleich Körperkult und Körperkritik veranschaulichen. Häufig kombiniert er diese Themen mit klassischen Motiven sowie Elementen aus der Werbung, verwendet vorgefundene Fotografien und lässt sich von alltäglichen Szenen inspirieren.
Das aus Literatur und Rhetorik bekannte Stilmittel der Ellipse, das das Bilden grammatikalisch absichtlich unvollständiger Sätze bezeichnet, überträgt Schroeder auf seine Malerei. Durch weiße Leerstellen überlässt er dem Betrachter die Aufgabe, nicht direkt vom Bild vorgegebene Elemente in eine Beziehung zueinander zu bringen und so einen offen gelassenen Gedanken selbständig zu Ende zu denken oder zu rekonstruieren. Die Leerstellen, die an den „Eigenlichtcharakter mittelalterlicher Goldgrundmalerei“ erinnern, unterstreichen die erzählerisch undefinierten Bildsituationen und verleihen den Arbeiten ihre charakteristische Rätselhaftigkeit. So stellt Schroeder die Betrachterfunktion und den Prozess der emotionalen Wahrnehmung in den Mittelpunkt. Erst durch den Betrachter, der beim Interpretieren seine Lebenswirklichkeit in das Gesehene projiziert, wird das Werk komplettiert.

„Bei näherem Hinsehen bestimmen […] Farbverläufe die großen Flächen vieler Bilder, sie bilden den Hintergrund beziehungsweise den Bildraum. Interieurs oder Landschaften sucht man bei Schroeder vergebens. Vielmehr agieren die Figuren wie vor einem düsteren Vorhang aus schwarzen, blauen oder dunkelgrauen Farbrinnsalen. […] Durch all diese Aspekte entstehen Situationen und Stimmungen, in denen die Geworfenheit des Menschen hervortritt. Schroeder stellt die Frage nach der menschlichen Verfasstheit in der Moderne. Durch die Entindividualisierung der Figuren und die sparsam ausgestatteten Bildräume wird der Blick frei für die Herausforderungen unserer Existenz. […] Bei Schroeder lässt sich der undefinierte Raum der Farbschlieren als Raum der Möglichkeiten deuten. Das Leben inmitten dieser Leere, die für eine Fülle an Möglichkeiten steht, wird zu der eigentlichen Herausforderung. […] So werden die verlorenen Gestalten von Constantin Schroeder unter der Hand zu modernen Helden.“

## Ausstellungen (Auswahl)

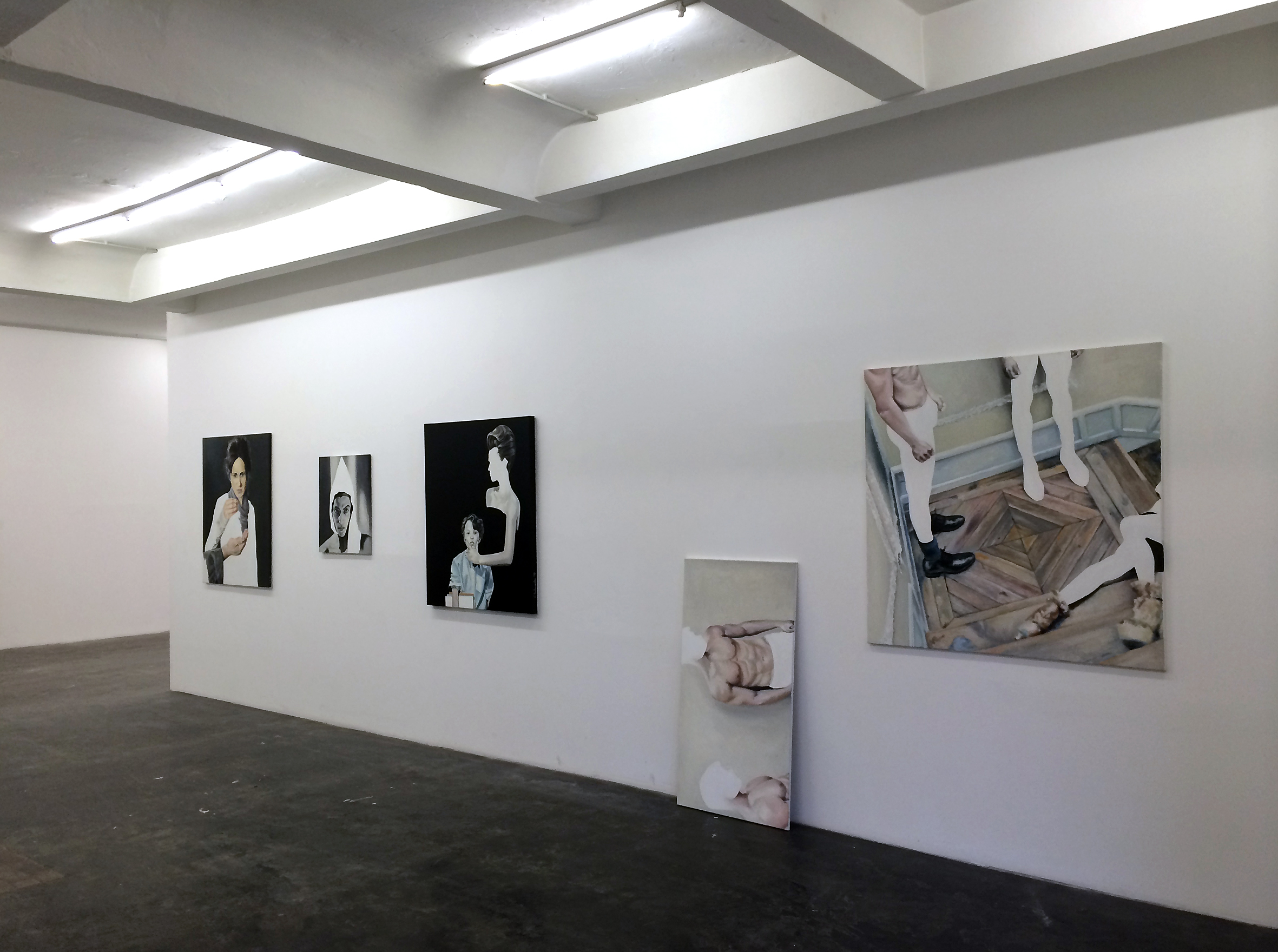
Arbeiten von Constantin Schroeder auf der P/ART 2014 in Hamburg.

- 2023: Ostrale Biennale O23, 14th International Exhibition of Contemporary Arts, Dresden[4]
- 2023: "LOST" (Solo), Kunstverein Uelzen e. V., Uelzen[5]
- 2022: "Solitude" (Solo), Galerie Born, Berlin/Heiddorf[6]
- 2022: "Freeze" (Solo), Galerie Schindler, Potsdam[7]
- 2021: "Seelenspiegel", Kunstverein Bad Nauheim e. V., Bad Nauheim[8]
- 2019: "Wintersalon", Galerie Borssenanger, Chemnitz
- 2018: Allianz-Forum Berlin, Stifterverband für die Deutsche Wissenschaft, Berlin
- 2018: Art Karlsruhe 2018[9]
- 2018: Killing Me Softly – Works from the Miettinen Collection[10]
- 2017: Paper Positions Munich[11]
- 2017: Positions Berlin Art Fair[12]
- 2017: 171 Jahre Kunst in Hamburg, Groupshow, Affenfaust Galerie, Hamburg[13]
- 2017: Art Karlsruhe 2017
- 2016: Leaving | Living, Greskewitz Kleinitz Galerie, Hamburg[14]
- 2016: Salon der Gegenwart, Hamburg[15]
- 2016: Allianz-Forum Berlin, Stifterverband für die Deutschen Wissenschaft, Berlin
- 2016: Art.Fair Köln, Galerie Von&Von, Kölnmesse[16]
- 2016: Constantin Schroeder – ein neuer Künstler in der Rathausgalerie, Dreiländermuseum Lörrach[17]
- 2016: Constantin Schroeder und Sebastian Herzau, Galerie Von&Von, Nürnberg[18]
- 2016: Art Karlsruhe, Galerie Von&Von[19]
- 2015: NordArt, Büdelsdorf[20]
- 2015: Positions Berlin Art Fair, Greskewitz Kleinitz Galerie, Berlin
- 2015: Beasts, Galerie Michael Poliza, Hamburg
- 2014: In Between, Greskewitz Kleinitz Galerie, Hamburg[21]
- 2014: Flash Exhibition, Léna & Roselli Gallery, Budapest[22]
- 2014: Young Germans, Art Market Budapest, Léna & Roselli Gallery, Budapest
- 2014: P/ART Producers Artfair, Hamburg[23]
- 2014: Menschenskinder, Galerie Marc Richter, Lütjenburg[24]
- 2014: ART Innsbruck, mit CCA&A GALLERY, Innsbruck
- 2013: Flash Exhibition, Léna & Roselli Gallery, Budapest
- 2013: Art Market Budapest, Léna & Roselli Gallery, Budapest
- 2013: Affordable Art Fair, mit CCA&A Gallery, Hamburg
- 2013: Hamburg Art Week, Kunsthaus Fuhlentwiete, Hamburg
- 2013: Up, Up and away!, CCA&A Gallery, Galeriehaus Sprinkenhof, Hamburg
- 2009: Depressionismus, Galerie Brunnen187, Berlin